# Kelton Talford
Kelton Talford (Lancaster, 14 februari 2002) is een Amerikaans basketballer.

## Carrière
Talford speelde in zijn jeugd ook honkbal en American football. Talford speelde vijf seizoenen lang collegebasketbal voor de Winthrop Eagles van 2020 tot 2025. In de NBA draft van 2025 werd hij niet gekozen. Hij tekende zijn eerste profcontract bij de Belgische eersteklasser Leuven Bears.